# Life thru a Lens
Life thru a Lens (с англ. — «Жизнь через объектив») — дебютный сольный студийный альбом британского поп-исполинтеля Робби Уильямса после его ухода из группы Take That, вышедший в 1997 году. Сингл «Angels» приобрёл большую популярность в Европе. Синглы «Old Before I Die» и «Let Me Entertain You» также достигли высоких позиций в европейских чартах.

## Критика
Джейми Гилл (Yahoo! Music UK) в ретроспективном обзоре творчества Уильямса писал, что в начале сольной карьеры артист «…явился чуть более чем певцом караоке, смело подражавшем Oasis („Old Before I Die“), Queen („Let Me Entertain You“) и Элтону Джону („Angels“); он был компетентен и харизматичен, но вряд ли оригинален».

## Список композиций
1. Lazy Days [3:54]
2. Life thru a Lens [3:07]
3. Ego A Go-Go [3:34]
4. Angels [4:24]
5. South of the Border [3:53]
6. Old Before I Die [3:53]
7. One of God’s Better People [3:33]
8. Let Me Entertain You [4:21]
9. Killing Me [3:56]
10. Clean [3:55]
11. Baby Girl Window [14:10]

Последний трек содержит скрытую дорожку Hello Sir [1:35] после длительного промежутка тишины, поэтому имеет столь большую продолжительность. Традицию использования скрытых треков артист продолжит в своих последующих альбомах.